# Louis de Marillac
Louis de Marillac, hrabě de Beaumont-le-Roger (1573 – 10. května 1632, Place de Grève, Paříž) byl francouzský voják a šlechtic, bratr francouzského politika Michela de Marillac. Dosáhl hodnosti maršála Francie. Ačkoli proti němu nebyly žádné důkazy, byl v roce 1630 na příkaz kardinála Richelieua zatčen, souzen za velezradu a roku 1632 popraven.

## Život
Za vlády Jindřicha IV. žil na jeho dvoře. Díky funkci, kterou zde vykonával, byl v častém kontaktu s králem. Poté působil jako guvernér Verdunu a velitel armády v Champagni. Roku 1629 byl jmenován maršálem Francie. Po boku Ludvíka XIII. se účastnil obléhání La Rochelle.

### Oběť spiknutí
Dne 10. listopadu 1630 byl Louis de Marillac jmenován velitelem armády v Itálii, kde právě probíhala Válka o dědictví mantovské. V té době se jeho bratr Michel de Marillac stal účastníkem neúspěšného spiknutí, jehož cílem bylo svržení kardinála Richelieu z pozice prvního ministra Francie. Tento pokus o odstranění Richelieua se nazývá Den oklamaných. Existovalo podezření, že by maršál Marillac mohl s armádou táhnout svému bratrovi na pomoc. Ačkoli proti němu nebyly žádné důkazy, byl na příkaz Richelieua zatčen a obviněn z velezrady. Přelíčení s Marillacem se konalo před zvláštním tribunálem, jehož členy vybral osobně kardinál Richelieu. Protože soudci neprojednávali případ zcela podle kardinálových představ, bylo jednání přesunuto do domu v Rueilu, který Richelieu vlastnil. Jednalo se o formu nátlaku na členy tribunálu. Celý proces dohromady trval osmnáct měsíců a maršál Marillac v něm byl odsouzen k trestu smrti a následně popraven na náměstí de Grève v Paříži. Záznamy o jednání soudu byly příkazem krále Ludvíka XIII. zničeny.
Poprava Louise de Marillac měla působit jako exemplární trest, který měl zabránit dalšímu spiknutí proti vévodovi de Richelieu. Nespravedlnost tohoto rozhodnutí ale také vyvolala ve Francii vlnu nesouhlasu.
Neteří maršála de Marillac byla svatá Louisa de Marillac.